# Камышовка (Приморский край)
Камышо́вка — село в Хорольском районе Приморского края России. Входит в состав Ярославского городского поселения.

## История
Село было образовано в 1922 году. В 1929—1940 годах в селе находился колхоз «им. Яковлева». С 1960 года — отделение совхоза «им. Дальзавода».

## Население
| 2002 | 2008 | 2010 |
| ---- | ---- | ---- |
| 166  | ↘112 | ↗125 |

## Улицы
В селе имеются три улицы: Волочаевская, Первомайская и Центральная.